# Bjni
Bjni är en ort i Armenien.   Den ligger i provinsen Kotajk, i den centrala delen av landet, 30 kilometer norr om huvudstaden Jerevan. Bjni ligger 1 493 meter över havet och antalet invånare är 2 771.
Terrängen runt Bjni är huvudsakligen kuperad, men västerut är den bergig. Bjni ligger nere i en dal. Närmaste större samhälle är Hrazdan, 11,0 kilometer öster om Bjni. 
Trakten runt Bjni består i huvudsak av gräsmarker. Runt Bjni är det ganska tätbefolkat, med 149 invånare per kvadratkilometer.